# WWE Draft (2023)
WWE Draft 2023 fue el decimoséptimo draft producido por la empresa estadounidense de lucha libre profesional WWE entre sus marcas Raw y SmackDown. El draft comenzó en el episodio del 28 de abril de Friday Night SmackDown, que se realizó en el American Bank Center de Corpus Christi, Texas, y terminó en el episodio del 1 de mayo de Monday Night RAW, que tuvo lugar en la Dickies Arena de Fort Worth, Texas, con SmackDown transmitiéndose en FOX y Raw transmitiéndose en USA Network.

## Producción

### Antecedentes
El WWE Draft es un proceso utilizado por la empresa de lucha libre profesional estadounidense WWE mientras está vigente una extensión de marca o división de marca. Durante una extensión de marca, la compañía divide su lista en marcas en las que los luchadores se presentan exclusivamente para el programa de televisión respectivo de cada marca, y el draft se usa para actualizar las listas de las divisiones de marca, generalmente entre Raw y SmackDown.
El anuncio oficial de este draft se efectuó el 7 de abril de 2023 en SmackDown y según informó el gerente operativo de la empresa Triple H, tendría lugar el 28 de abril en SmackDown, y el 1 de mayo en Raw. Los grupos de drafting para los cuales los luchadores son elegibles para ser cambiados de marca en ambas noches, fue revelada el 27 de abril. Los resultados del draft se hicieron efectivos a partir del episodio del 8 de mayo de Raw.

## Resultados

### Friday Night SmackDown (28 de abril)
- LA Knight derrotó a Butch (8:01).
  - Knight cubrió a Butch después de un «BFT».
- The Street Profits (Angelo Dawkins & Montez Ford) derrotaron a Ricochet & Braun Strowman y Latino World Order (Cruz Del Toro & Joaquin Wilde) (7:37).[5]
  - Ford cubrió a Ricochet después de un «From The Heavens».
- Zelina Vega derrotó a Sonya Deville (con Chelsea Green) (3:05).[6]
  - Vega cubrió a Deville con un «Roll-Up».
  - Después de la lucha, Rhea Ripley atacó a Vega y a Deville, sin embargo, Vega revirtió una «Riptide» en una «DDT».
- Kevin Owens & Sami Zayn derrotaron a The Usos (Jey Uso & Jimmy Uso) y retuvieron el Campeonato Indiscutible en Parejas de la WWE (17:40).[7]
  - Zayn cubrió a Jimmy después de un «Helluva Kick».
  - Durante la lucha, Solo Sikoa interfirió a favor de The Usos, mientras que Matt Riddle lo hizo a favor de Owens & Zayn.

### Monday Night Raw (1 de mayo)
- Damage CTRL (Bayley & Dakota Kai) derrotaron a Liv Morgan & Raquel Rodríguez (8:05).
  - Bayley cubrió a Morgan con un «Roll-up».
  - El Campeonato Femenino en Parejas de la WWE de Morgan & Rodríguez no estuvo en juego.
- Ricochet & Braun Strowman derrotaron a Alpha Academy (Chad Gable & Otis) (con Maxxine Dupri) (2:29).
  - Ricochet cubrió a Otis después de un «Swanton Bomb» desde los hombros de Strowman.
- Matt Riddle (con Kevin Owens & Sami Zayn) derrotó a Jimmy Uso (con Jey Uso) (7:42).
  - Riddle cubrió a Jimmy después de un «Floating Bro».
- Omos (con MVP) derrotó a Anthony Alanis (0:49).
  - Omos cubrió a Alanis después de un «Three Slam».
- The Judgment Day (Damian Priest, Dominik Mysterio & Rhea Ripley) (con Finn Bálor) derrotaron a Latino World Order (Rey Mysterio, Santos Escobar & Zelina Vega) (8:51).
  - Priest cubrió a Rey después de un «South of Heaven».
  - Durante la lucha, Bálor interfirió a favor de The Judgment Day.
- Seth «Freakin» Rollins derrotó a Solo Sikoa (con Paul Heyman) por descalificación (10:43).[8]
  - Sikoa fue descalificado después de que The Usos atacaran a Rollins.
  - Después de la lucha, The Bloodline continuó atacando a Rollins pero fueron detenidos por Matt Riddle, Kevin Owens & Sami Zayn.

## Selecciones

### Noche 1: SmackDown (28 de abril)
Hubo cuatro rondas de selecciones de draft en la Noche 1, con SmackDown y Raw recibiendo dos selecciones en cada ronda. Cada una de las selecciones fueron anunciadas por varios miembros del WWE Hall of Fame, incluidos Triple H, quien anunció las selecciones de la primera ronda. Las selecciones de la segunda ronda fueron anunciadas por Rob Van Dam y Michael Hayes, la tercera ronda por John «Bradshaw» Layfield y Teddy Long, y la cuarta por D-Generation X (Shawn Michaels y «Road Dogg» Jesse James).
| Ronda | Selecc. # | Selección de marca # | Luchador(a/es/as)                                           | Marca antigua | Marca nueva | Se desempeña(n) como                                                       |
| ----- | --------- | -------------------- | ----------------------------------------------------------- | ------------- | ----------- | -------------------------------------------------------------------------- |
| 1     | 1         | 1                    | The Bloodline (Roman Reigns & Solo Sikoa) (con Paul Heyman) | SmackDown     | SmackDown   | Equipo y mánager masculinos Campeón Universal Indiscutible de WWE (Reigns) |
| 1     | 2         | 1                    | Cody Rhodes                                                 | Raw           | Raw         | Luchador                                                                   |
| 1     | 3         | 2                    | Bianca Belair                                               | Raw           | SmackDown   | Luchadora Campeona Femenina de Raw                                         |
| 1     | 4         | 2                    | Becky Lynch                                                 | Raw           | Raw         | Luchadora                                                                  |
| 2     | 1         | 3                    | The Street Profits (Angelo Dawkins & Montez Ford)           | Raw           | SmackDown   | Equipo masculino                                                           |
| 2     | 6         | 3                    | Imperium (Gunther, Ludwig Kaiser & Giovanni Vinci)          | SmackDown     | Raw         | Stable masculino Campeón Intercontinental (Gunther)                        |
| 2     | 7         | 4                    | Edge                                                        | Raw           | SmackDown   | Luchador WWE Hall of Famer                                                 |
| 2     | 8         | 4                    | Matt Riddle                                                 | Raw           | Raw         | Luchador                                                                   |
| 3     | 9         | 5                    | Bobby Lashley                                               | Raw           | SmackDown   | Luchador                                                                   |
| 3     | 10        | 5                    | Drew McIntyre                                               | SmackDown     | Raw         | Luchador                                                                   |
| 3     | 11        | 6                    | The O.C. (AJ Styles, Luke Gallows, Karl Anderson & Michin)  | Raw           | SmackDown   | Stable mixto                                                               |
| 3     | 12        | 6                    | The Miz                                                     | Raw           | Raw         | Luchador                                                                   |
| 4     | 13        | 7                    | Damage CTRL (Bayley, Dakota Kai & Iyo Sky)                  | Raw           | SmackDown   | Stable femenino                                                            |
| 4     | 14        | 7                    | Shinsuke Nakamura                                           | SmackDown     | Raw         | Luchador                                                                   |
| 4     | 15        | 8                    | Alba Fyre & Isla Dawn                                       | NXT           | SmackDown   | Equipo femenino Campeonas Femeninas en Parejas de NXT                      |
| 4     | 16        | 8                    | Indi Hartwell                                               | NXT           | Raw         | Equipo femenino Campeona Femenina de NXT                                   |

#### Selecciones complementarias de la noche 1: SmackDown LowDown (29 de abril)
Estos luchadores se incluyeron en el grupo de draft de la Noche 1, pero no fueron drafteados en SmackDown. Sus selecciones preliminares se revelaron en  SmackDown LowDown al día siguiente.
| Luchador(a/es/as)                                          | Marca antigua                   | Marca nueva | Se desempeña(n) como                  |
| ---------------------------------------------------------- | ------------------------------- | ----------- | ------------------------------------- |
| Apollo Crews                                               | NXT                             | Raw         | Luchador                              |
| Candice LeRae                                              | Raw                             | Raw         | Luchadora                             |
| Chelsea Green & Sonya Deville                              | Raw (Green) SmackDown (Deville) | Raw         | Equipo femenino                       |
| Dexter Lumis                                               | Raw                             | Raw         | Luchador                              |
| Hit Row (Top Dolla, Ashante «Thee» Adonis & B-Fab)         | SmackDown                       | SmackDown   | Stable mixto                          |
| JD McDonagh                                                | NXT                             | Raw         | Luchador                              |
| Lacey Evans                                                | SmackDown                       | SmackDown   | Luchadora                             |
| Maximum Male Models (ma.çé & mån.sôör) (con Maxxine Dupri) | Raw                             | Raw         | Equipo masculino con mánager femenino |
| Natalya                                                    | SmackDown                       | Raw         | Luchadora                             |
| The Viking Raiders (Erik & Ivar) (con Valhalla)            | SmackDown                       | Raw         | Equipo masculino con mánager femenino |
| Zoey Stark                                                 | NXT                             | Raw         | Luchadora                             |

### Noche 2:Raw(1 de mayo)
Hubo seis rondas de selecciones de draft en la Noche 2 y cada marca recibió dos selecciones en cada ronda; Raw fue primero debido a que la Noche 2 tomó lugar en el episodio de Raw de esa noche. Las selecciones de draft fueron anunciadas nuevamente por varios miembros del Salón de la Fama de WWE, incluido Triple H, quien nuevamente anunció las selecciones de la primera ronda; varios otros de la Noche 1 regresaron para anunciar las selecciones de la Noche 2. Booker T y su esposa Sharmell Sullivan anunciaron las selecciones de la segunda, Shawn Michaels anunció las selecciones de la tercera, la cuarta fue de Eric Bischoff y Rob Van Dam, la quinta de Molly Holly y «Road Dogg» Jesse James, y la sexta y última fueron anunciadas por John «Bradshaw» Layfield y Teddy Long. Se suponía que el oficial de WWE Adam Pearce anunciaría las selecciones de la tercera ronda con Michaels, pero tuvo que atender otros asuntos en el programa.
| Ronda | Selecc. # | Selección de marca # | Luchador (a/es)                                                                               | Marca antigua                | Marca nueva | Se desempeña(n) como                                       |
| ----- | --------- | -------------------- | --------------------------------------------------------------------------------------------- | ---------------------------- | ----------- | ---------------------------------------------------------- |
| 1     | 1         | 1                    | Rhea Ripley                                                                                   | Raw                          | Raw         | Luchadora Campeona Femenina de SmackDown                   |
| 1     | 1         | 2                    | Austin Theory                                                                                 | Raw                          | SmackDown   | Luchador Campeón de los Estados Unidos                     |
| 1     | 2         | 3                    | Seth «Freakin» Rollins                                                                        | Raw                          | Raw         | Luchador                                                   |
| 1     | 2         | 4                    | Charlotte Flair                                                                               | SmackDown                    | SmackDown   | Luchadora                                                  |
| 2     | 3         | 5                    | Kevin Owens & Sami Zayn                                                                       | Raw (Owens) SmackDown (Zayn) | Raw         | Equipo masculino Campeones Indiscutibles en Parejas de WWE |
| 2     | 3         | 6                    | The Usos (Jey Uso & Jimmy Uso)                                                                | SmackDown                    | SmackDown   | Equipo masculino                                           |
| 2     | 4         | 7                    | The Judgment Day (Finn Bálor, Damian Priest & Dominik Mysterio)                               | Raw                          | Raw         | Stable masculino                                           |
| 2     | 4         | 8                    | Latino World Order (Rey Mysterio, Santos Escobar, Cruz Del Toro, Joaquin Wilde & Zelina Vega) | SmackDown                    | SmackDown   | Stable mixto                                               |
| 3     | 5         | 9                    | Liv Morgan & Raquel Rodríguez                                                                 | SmackDown                    | Raw         | Equipo femenino Campeonas Femeninas en Parejas de WWE      |
| 3     | 5         | 10                   | Asuka                                                                                         | Raw                          | SmackDown   | Luchadora                                                  |
| 3     | 6         | 11                   | The New Day (Kofi Kingston & Xavier Woods)                                                    | SmackDown                    | Raw         | Equipo masculino                                           |
| 3     | 6         | 12                   | The Brawling Brutes (Sheamus, Ridge Holland & Butch)                                          | SmackDown                    | SmackDown   | Stable masculino                                           |
| 4     | 7         | 13                   | Trish Stratus                                                                                 | Raw                          | Raw         | Luchadora WWE Hall of Famer                                |
| 4     | 7         | 14                   | Karrion Kross (con Scarlett)                                                                  | SmackDown                    | SmackDown   | Luchador con mánager femenino                              |
| 4     | 8         | 15                   | Ronda Rousey & Shayna Baszler                                                                 | SmackDown                    | Raw         | Equipo femenino                                            |
| 4     | 8         | 16                   | LA Knight                                                                                     | SmackDown                    | SmackDown   | Luchador                                                   |
| 5     | 9         | 17                   | Braun Strowman & Ricochet                                                                     | SmackDown                    | Raw         | Equipo masculino                                           |
| 5     | 9         | 18                   | Shotzi                                                                                        | SmackDown                    | SmackDown   | Luchadora                                                  |
| 5     | 10        | 19                   | Bronson Reed                                                                                  | Raw                          | Raw         | Luchador                                                   |
| 5     | 10        | 20                   | Pretty Deadly (Elton Prince & Kit Wilson)                                                     | NXT                          | SmackDown   | Equipo masculino                                           |
| 6     | 11        | 21                   | Alpha Academy (Chad Gable & Otis)                                                             | Raw                          | Raw         | Equipo masculino                                           |
| 6     | 11        | 22                   | Rick Boogs                                                                                    | Raw                          | SmackDown   | Luchador                                                   |
| 6     | 12        | 23                   | Katana Chance & Kayden Carter                                                                 | NXT                          | Raw         | Equipo femenino                                            |
| 6     | 12        | 24                   | Cameron Grimes                                                                                | NXT                          | SmackDown   | Luchador                                                   |

#### Selecciones complementarias de la noche 2:Raw Talk(1 de mayo)
Estos luchadores se incluyeron en el grupo de draft de la Noche 2, pero no fue seleccionados en Raw. Sus selecciones preliminares se revelaron en Raw Talk, que se emitió inmediatamente después de Raw.
| Luchador(a/es)                                 | Marca antigua | Marca nueva | Se desempeña(n) como |
| ---------------------------------------------- | ------------- | ----------- | -------------------- |
| Akira Tozawa                                   | Raw           | Raw         | Luchador             |
| Dana Brooke                                    | Raw           | Raw         | Luchadora            |
| Emma                                           | SmackDown     | Raw         | Luchadora            |
| Grayson Waller                                 | NXT           | SmackDown   | Luchador             |
| Indus Sher (Jinder Mahal, Sanga & Veer Mahaan) | NXT           | Raw         | Stable masculino     |
| Johnny Gargano                                 | Raw           | Raw         | Luchador             |
| Los Lotharios (Angel & Humberto)               | Raw           | Raw         | Equipo masculino     |
| Nikki Cross                                    | Raw           | Raw         | Luchadora            |
| Odyssey Jones                                  | NXT           | Raw         | Luchador             |
| Piper Niven                                    | Raw           | Raw         | Luchadora            |
| Riddick Moss                                   | SmackDown     | Raw         | Luchador             |
| Tamina                                         | Raw           | SmackDown   | Luchadora            |
| Tegan Nox                                      | SmackDown     | Raw         | Luchadora            |
| Xia Li                                         | SmackDown     | Raw         | Luchadora            |

### Luchadores declarados como agentes libres
Los siguientes luchadores fueron declarados agentes libres, en su mayoría debido a que no fueron reclutados en su respectiva noche de draft. Los agentes libres pueden aparecer tanto en Raw como en SmackDown.
| Luchador (a/es)                     | Marca antigua | Fecha               | Se desempeña(n) como           | Notas |
| ----------------------------------- | ------------- | ------------------- | ------------------------------ | --- |
| Baron Corbin                        | Raw           | 1 de mayo de 2023   | Luchador                       | No fue drafteado durante la Noche 2. Declarado como agente libre durante el draft complementario de la Noche 2. |
| Brock Lesnar                        | Agente libre  | 1 de mayo de 2023   | Luchador                       | Durante la Noche 2 del draft, Triple H anunció que Lesnar, quien inicialmente había sido incluido en el grupo de draft de la Noche 2, renegoció su estado de agente libre para poder seguir apareciendo en ambas marcas.                                      |
| Cedric Alexander & Shelton Benjamin | Raw           | 1 de mayo de 2023   | Equipo masculino               | No fueron drafteados durante la Noche 2. Declarados como agentes libres durante el draft complementario de la Noche 2. |
| Dolph Ziggler                       | Raw           | 29 de abril de 2023 | Luchador                       | No fue drafteado durante la Noche 1. Declarado como agente libre durante el draft complementario de la Noche 1. |
| Elias                               | Raw           | 1 de mayo de 2023   | Luchador                       | No fue drafteado durante la Noche 2. Declarado como agente libre durante el draft complementario de la Noche 2. |
| Mustafa Ali                         | Raw           | 29 de abril de 2023 | Luchador                       | No fue drafteado durante la Noche 1. Declarado como agente libre durante el draft complementario de la Noche 1. |
| Omos (con MVP)                      | Raw           | 29 de abril de 2023 | Luchador con mánager masculino | Durante el draft complementario de la Noche 1, se reveló que MVP negoció su estado de agente libre para maximizar la visibilidad de Omos en ambas marcas. |
| Von Wagner                          | NXT           | 29 de abril de 2023 | Luchador                       | Aunque inicialmente no fue incluido en el draft de la Noche 1, Wagner fue revelado como uno de los luchadores selectos de NXT disponibles para ser reclutados en SmackDown LowDown. Fue declarado agente libre durante el draft complementario de la Noche 1. |
| Xyon Quinn                          | NXT           | 1 de mayo de 2023   | Luchador                       | Aunque inicialmente no fue incluido en el draft de la Noche 2, Quinn fue revelado como uno de los luchadores selectos de NXT disponibles para ser reclutados en Raw Talk. Fue declarado agente libre durante el draft complementario de la Noche 2.           |

### Luchadores no incluidos en ninguno de los grupos de draft
Varios luchadores no se incluyeron en ninguno de los grupos de draft por razones no reveladas. Muchos han estado inactivos, principalmente debido a lesiones. Los siguientes son los luchadores que no fueron incluidos en ninguna de las listas del draft.
| Luchador (a/es) | Marca antigua | Motivo para no ser cambiado de marca (si lo hay)                                                                                    | Estatus subsecuente     | Fecha                    | Se desempeña(n) como | Notas |
| --------------- | ------------- | --- | ----------------------- | ------------------------ | -------------------- | --- |
| Alexa Bliss     | Raw           | Inactiva debido a tratamientos contra el cáncer de piel                                                                             |                         |                          | Luchadora            | Apareció por última vez en el Royal Rumble 2023. |
| Aliyah          | SmackDown     | Inactiva por motivos desconocidos                                                                                                   | Liberada de su contrato | 21 de septiembre de 2023 | Luchadora            | Apareció por última vez en el episodio del 12 de septiembre de 2022 de Raw. |
| Big E           | SmackDown     | Inactivo debido a una lesión en el cuello                                                                                           |                         |                          | Luchador             | Apareció por última vez en el episodio del 11 de marzo de 2022 de SmackDown. |
| Bray Wyatt      | SmackDown     | Inactivo por enfermedad | Fallecido               | 24 de agosto de 2023     | Luchador             | Apareció por última vez en el episodio del 24 de febrero de 2023 de SmackDown. Exactamente seis meses después, el 24 de agosto, se informó que Wyatt murió inesperadamente de un ataque al corazón. |
| Carmella        | Raw           | Inactiva debido a licencia de maternidad                                                                                            |                         |                          | Luchadora            | Apareció por última vez el 31 de marzo de 2023 durante el desvelo del escenario para WrestleMania 39. |
| Gable Steveson  | Raw           | Inactivo debido a entrenamientos para los Juegos Olímpicos de París 2024                                                            | NXT                     | 25 de julio de 2023      | Luchador             | Steveson fue reclutado para Raw en el draft de 2021, pero aún no ha hecho su debut luchístico para WWE ya que todavía está entrenando en el WWE Performance Center. Además de entrenar ahí, también ha hecho un par de apariciones en programas televisados de WWE, con su última aparición tomando lugar en el episodio del 9 de diciembre de 2022 de SmackDown durante la celebración del cumpleaños de Kurt Angle. |
| Logan Paul      | Agente libre  | Contrato a tiempo parcial | Agente libre            | 29 de abril de 2023      | Luchador             | El contrato de Paul con WWE solo lo le permite luchar en cuatro eventos por año. Apareció por última vez en la noche 1 de WrestleMania 39, el 1 de abril de 2023. |
| R-Truth         | Raw           | Inactivo debido a una lesión en la pierna                                                                                           | Raw                     | 27 de noviembre de 2023  | Luchador             | Apareció por última vez en el episodio del 1 de noviembre de 2022 de NXT. |
| Randy Orton     | Raw           | Inactivo debido a una lesión en la espalda                                                                                          | SmackDown               | 25 de noviembre de 2023  | Luchador             | Apareció por última vez en el episodio del 20 de mayo de 2022 de SmackDown. |
| Robert Roode    | Raw           | Inactivo debido a cirugía de cuello                                                                                                 | Productor               | 5 de agosto de 2023      | Luchador             | Apareció por última vez en el episodio del 6 de junio de 2022 de Raw. |
| Shanky          | SmackDown     | Inactivo por motivos desconocidos                                                                                                   | Liberado de su contrato | 21 de septiembre de 2023 | Luchador             | Apareció por última vez en el episodio del 22 de julio de 2022 de SmackDown. |
| Tommaso Ciampa  | Raw           | Inactivo debido a una lesión de cadera                                                                                              | Raw                     | 19 de junio de 2023      | Luchador             | Apareció por última vez en el episodio del 17 de septiembre de 2022 de Raw. |
| Uncle Howdy     | SmackDown     | Originalmente estaba inactivo por la ausencia de Bray Wyatt, pero luego del fallecimiento de este último, su estatus es desconocido |                         |                          | Luchador             | Apareció por última vez en el episodio del 3 de marzo de 2023 de SmackDown. |

## Eventos posteriores
Antes del draft, en el episodio del 24 de abril de Raw, Triple H reveló un nuevo Campeonato Mundial Peso Pesado para la marca que no seleccionó al Campeón Universal Indiscutible de WWE Roman Reigns, ya que Reigns y sus títulos pasarían a ser exclusivos de la marca que lo eligiera. Reigns fue reclutado por SmackDown y como resultado, el Campeonato Mundial Peso Pesado se volvió exclusivo de Raw. Se realizó un torneo, en que 8 luchadores de Raw y 8 luchadores de SmackDown, participaron por la conquista del título, que finalmente lo consiguió Seth Rollins, tras derrotar a AJ Styles en Night of Champions.
El día después del draft del 2 de mayo, también se reveló que los anunciadores del ring Mike Rome y Samantha Irvin, quienes presentaban a los luchadores para Raw y SmackDown, respectivamente, cambiarían de marca a partir del 8 de mayo. Este cambio se hizo porque Irvin está comprometida con Ricochet, quien fue reclutado para Raw, ya que WWE intenta mantener a las parejas de la vida real en la misma marca.
Después de su última aparición en un episodio de SmackDown transmitido el 24 de febrero, Bray Wyatt se alejó de los cuadrilateros por un tiempo indefinido debido a que estaba atravesando por una enfermedad. En agosto, varios medios dieron a conocer que Wyatt había contraído COVID-19, lo que exacerbó un problema cardíaco existente, sumado a los episodios de depresión tras la muerte de su amigo cercano Jonathan Huber (quien luchó bajo el nombre de Luke Harper) años atrás. Posteriormente, Wyatt murió el 24 de agosto de 2023.